# Udomlia
Udomlia (ruso: Удо́мля) es una ciudad rusa perteneciente a la óblast de Tver. A efectos de desconcentración administrativa de los órganos federales y de la óblast, es la capital del raión homónimo. Sin embargo, a efectos de autogobierno local es desde 2015 la sede de un ókrug urbano, en el que el ayuntamiento de la ciudad extiende su jurisdicción sobre todo el raión.
En 2021, la ciudad tenía una población de 25 950 habitantes.
Se ubica unos 120 km al norte de la capital regional Tver, en un entorno de lagos.

## Historia
Se conoce la existencia del topónimo "Udomlia" desde 1478, pero inicialmente se refería al paisaje de lagos de la zona. La localidad no fue fundada hasta 1869, cuando se creó un poblado ferroviario en la línea de ferrocarril de Ventspils a Rýbinsk. El poblado, inicialmente una pequeña aldea, se fue desarrollando en base al transporte de madera. En 1929, cuando ya tenía quinientos habitantes, fue declarado capital distrital. En 1961, cuando ya tenía unos tres mil habitantes, adoptó el estatus de asentamiento de tipo urbano. Sin embargo, su principal época de crecimiento tuvo lugar a partir de la década de 1970, cuando comenzó a construirse aquí la central nuclear de Kalinin. Adoptó el estatus de ciudad en 1981.